# U-360
Unterseeboot 360 foi um submarino alemão do Tipo VIIC, pertencente a Kriegsmarine que atuou durante a Segunda Guerra Mundial.

## Comandantes
| Comandante                  | Data                                  |
| --------------------------- | ------------------------------------- |
| Oblt. Hans-Jürgen Bühring   | 12 de novembro de 1942 - maio de 1943 |
| Kptlt. Klaus-Helmuth Becker | maio de 1943 - 2 de abril de 1944     |

## Subordinação
Durante o seu tempo de serviço, esteve subordinado às seguintes flotilhas:
| Período                                      | Flotilha                                   |
| -------------------------------------------- | ------------------------------------------ |
| 12 de novembro de 1942 - 30 de junho de 1943 | 5. Unterseebootsflottille (treinamento)    |
| 1 de julho de 1943 - 2 de abril de 1944      | 13. Unterseebootsflottille (serviço ativo) |

## Operações conjuntas de ataque
O U-360 participou das seguinte operações de ataque combinado durante a sua carreira:
- Rudeltaktik Monsun (8 de outubro de 1943 - 21 de outubro de 1943)
- Rudeltaktik Eisenbart (22 de outubro de 1943 - 17 de novembro de 1943)
- Rudeltaktik Eisenbart (25 de novembro de 1943 - 28 de novembro de 1943)
- Rudeltaktik Isegrim (1 de janeiro de 1944 - 27 de janeiro de 1944)
- Rudeltaktik Blitz (30 de março de 1944 - 2 de abril de 1944)